# Richard D. James Album
Richard D. James Album es el cuarto álbum de estudio del músico irlandés de música electrónica Aphex Twin. Fue publicado por Warp Records en 1996. La obra destaca por el uso de sintetizadores de software y complejos ritmos. El curioso título se debe al nombre real de Aphex Twin: Richard David James. El disco cosechó buenas críticas de la prensa especializada, y fue incluido en el número 40 de la lista de los "100 mejores álbumes de los años 90" de Pitchfork Media.

## Información de las canciones
Listado tomado de la edición original de Warp Records.

### Track listing
| N.º | Título                     | Duración |  |
| 1.  | «4»                        | 3:37     |  |
| 2.  | «Cornish Acid»             | 2:14     |  |
| 3.  | «Peek 824545201»           | 3:05     |  |
| 4.  | «Fingerbib»                | 3:48     |  |
| 5.  | «Carn Marth»               | 2:33     |  |
| 6.  | «To Cure a Weakling Child» | 4:03     |  |
| 7.  | «Goon Gumpas»              | 2:02     |  |
| 8.  | «Yellow Calx»              | 3:04     |  |
| 9.  | «Girl/Boy Song»            | 4:52     |  |
| 10. | «Logan Rock Witch»         | 3:33     |  |

Las versiones de Estados Unidos, Canadá y Australia del disco contienen las siguientes cinco canciones extra que anteriormente habían sido publicadas en Reino Unido como las caras B de Girl/Boy EP.
| N.º | Título                          | Duración |  |
| 11. | «Milkman»                       | 4:09     |  |
| 12. | «INKEY$»                        | 1:24     |  |
| 13. | «Girl/Boy (£18 Snare Rush Mix)» | 1:57     |  |
| 14. | «Beetles»                       | 1:31     |  |
| 15. | «Girl/Boy (Redruth Mix)»        | 1:37     |  |

## Listas de éxitos
| Año  | Listas           | Posición |
| ---- | ---------------- | -------- |
| 1996 | UK Albums Chart  | 62       |
| 1997 | U.S. Heatseekers | 20       |